# Liste des conseillers régionaux de la Meuse
Le département français de la  Meuse compte actuellement 6 conseillers régionaux sur les 169 élus qui composent le conseil régional du Grand Est.

## Listes par mandature

### 2021-2028
|                     | Philippe Mangin * | DVD | 01 | Majorité régionale - Les Républicains, Centristes et Indépendants | —                     |
|                     | Atissar Hibour    | UDI | 02 | Majorité régionale - Les Républicains, Centristes et Indépendants | —                     |
|                     | Franck Menonville | UDI | 03 | Majorité régionale - Les Républicains, Centristes et Indépendants | Sénateur de la Meuse  |
|                     | Laëtitia Hurlain  | DVD | 04 | Majorité régionale - Les Républicains, Centristes et Indépendants | Maire des Monthairons |
|                     | Marc Mailfait     | RN  | 01 | Rassemblement national et apparentés                              | —                     |
|                     | Jessica Leroy     | PS  | 01 | La Gauche solidaire et écologiste                                 | —                     |
| * Vice-président(e) |                   |     |    |                                                                   |                       |

### 2015-2021
|                     | Philippe Mangin * | DVD          | 01 | Majorité régionale                                        | — |
|                     | Atissar Hibour    | UDI          | 02 | Majorité régionale                                        | — |
|                     | Pierre Régent     | LR           | 03 | Majorité régionale                                        | Conseiller municipal de Verdun                                                                         |
|                     | Jocelyne Antoine  | DVD          | 04 | Majorité régionale                                        | Sénatrice de la Meuse, maire de Senon Remplace Pierre Régent, démissionnaire, à partir du 29 mars 2018 |
|                     | Éric Vilain       | FN puis LP   | 01 | Les Patriotes                                             | — |
|                     | Corinne Kaufmann  | FN puis CNIP | 02 | Centre national des indépendants et paysans               | — |
|                     | Thibaut Villemin  | PS           | 01 | Socialiste                                                | — |
|                     | Diana André       | PS puis LREM | 02 | Les Progressistes pour une Région plus forte, plus proche | Conseillère générale de Bar-le-Duc-Sud Remplace Thibaut Villemin qui n'a pas siégé                     |
| * Vice-président(e) |                   |              |    |                                                           | |

### 2010-2015
|                     | Thibaut Villemin *   | PS  | 01 | Socialiste                        | —                                                                             |
|                     | Nelly Jaquet         | PS  | 02 | Socialiste                        | Maire de Bar-le-Duc                                                           |
|                     | Jean-François Thomas | PS  | 03 | Socialiste                        | Conseiller municipal de Verdun                                                |
|                     | Brigitte Leblan      | EÉ  | 04 | Europe Écologie                   | —                                                                             |
|                     | Gérard Longuet       | UMP | 01 | Union pour un mouvement populaire | Sénateur de la Meuse                                                          |
|                     | Claudine Becq-Vinci  | UMP | 02 | Union pour un mouvement populaire | Conseiller général de Verdun-Centre Remplace Gérard Longuet qui n'a pas siégé |
|                     | Christiane Buttier   | FN  | 01 | Front national                    | —                                                                             |
| * Vice-président(e) |                      |     |    |                                   |                                                                               |

### 2004-2010
| Identité | Identité         | Parti | N° | Groupe           | Autres mandats ou fonctions            |
| -------- | ---------------- | ----- | -- | ---------------- | -------------------------------------- |
|          | Thibaut Villemin | PS    | 01 | Socialiste       | Conseiller municipal de Saint-Mihiel   |
|          | Nelly Jaquet     | PS    | 02 | Socialiste       | Maire de Bar-le-Duc (à partir de 2008) |
|          | Jacky Nicolas    | PCF   | 03 | Communiste       | —                                      |
|          | Gérard Longuet   | UMP   | 01 | Pour La Lorraine | Sénateur de la Meuse                   |
|          | Martine Huraut   | UMP   | 02 | Pour La Lorraine | Maire de Bar-le-Duc (jusqu'en 2008)    |
|          | Bruno Bilde      | FN    | 01 | Front national   | —                                      |

### 1998-2004
| Identité | Identité        | Parti       | N° | Groupe           | Autres mandats ou fonctions             |
| -------- | --------------- | ----------- | -- | ---------------- | --------------------------------------- |
|          | Gérard Longuet  | DL puis UMP | 01 | Pour La Lorraine | Sénateur de la Meuse (à partir de 2001) |
|          | -               | -           | 02 | -                | —                                       |
|          | -               | -           | 03 | -                | —                                       |
|          | -               | -           | 04 | -                | —                                       |
|          | Gérard Machline | PS          | 01 | -                | Conseiller municipal de Bar-le-Duc      |
|          | Yvan Chardin    | PS          | 02 | -                | Conseiller municipal de Verdun          |
|          | Louis Rouyer    | FN puis MNR | 01 | Front national   | —                                       |

- Alain Pérelle *, RPR puis UMP, maire de Saint-Mihiel
- Denis Cordonnier, RPR puis UMP, conseiller général et maire de Gercourt-et-Drillancourt (jusqu'en 2001)
- Lyne Rousseau, UDF, maire d'Ancemont (à partir de 2001)

### 1992-1998
- Liste UPF (5)
  - Gérard Longuet, UDF-PR
  - Claude Léonard, RPR, maire de Montmédy
  - Alain Pérelle, RPR, maire de Saint-Mihiel (jusqu'en 1995)
  - Lyne Rousseau, UDF

- Liste PS (1)
  - François Dosé, PS, conseiller général et maire de Commercy

- Liste FN (1)
  - Louis Rouyer, FN, maire de Vilosnes